# Berliner Sezession
Berliner Sezession var en kunstnergruppering i Berlin 1898-1933, som opstod som alternativ til den etablerede akademiske kunstverden, der domineredes af Die Königliche Akademie der Künste (med akademidirektør Anton von Werner i spidsen), den private forening Verein Berliner Künstler samt kejser Wilhelm 2.

## Historie
Grupperingen Die Elf (med bl.a. Max Liebermann, Walter Leistikow, Max Klinger og Ludwig von Hofmann) etableredes i 1892, og udstillede separat, men man brød først med Verein Berliner Künstler i 1898, især på grund af kejserens indflydelse, som både i 1892 og 1898 medførte kritik. I 1898 havde juryen for den officielle kunstudstilling i Berlin afvist et landskab af Walter Leistikow, som var en nøgleperson i gruppen af unge kunstnere. Dette betragtede gruppen som det endelige bevis på at de eksisterende organisationer ikke påskønnede moderne kunst. Som følge heraf stiftede 65 kunstnere Berliner Sezession med Max Liebermann som dens første formand. I modsætning til Verein Berliner Künstler havde Berliner Sezession også kvindelige medlemmer.
Foreningens første udstilling fandt sted i 1899 med 187 kunstnere, der fremviste 330 malerier og 50 skulpturer samt grafik. Kernen i Sezessionens første år var tendenser med inspiration fra den franske realisme og impressionisme.
I 1910 dannedes Neue Sezession i protest mod at Berliner Sezession afviste arbejder af bl.a. Emil Nolde, Max Pechstein og andre medlemmer af Die Brücke.
Berliner Sezession eksisterede frem til 1933, og dens sidste formand var maleren Emil van Hauth.

## Udvalgte medlemmer
- Max Beckmann
- Lovis Corinth
- Lyonel Feininger
- Georg Kolbe
- Käthe Kollwitz
- Hermann Struck
- Adolf Eduard Herstein
- Max Slevogt